# چاهان (غذا)

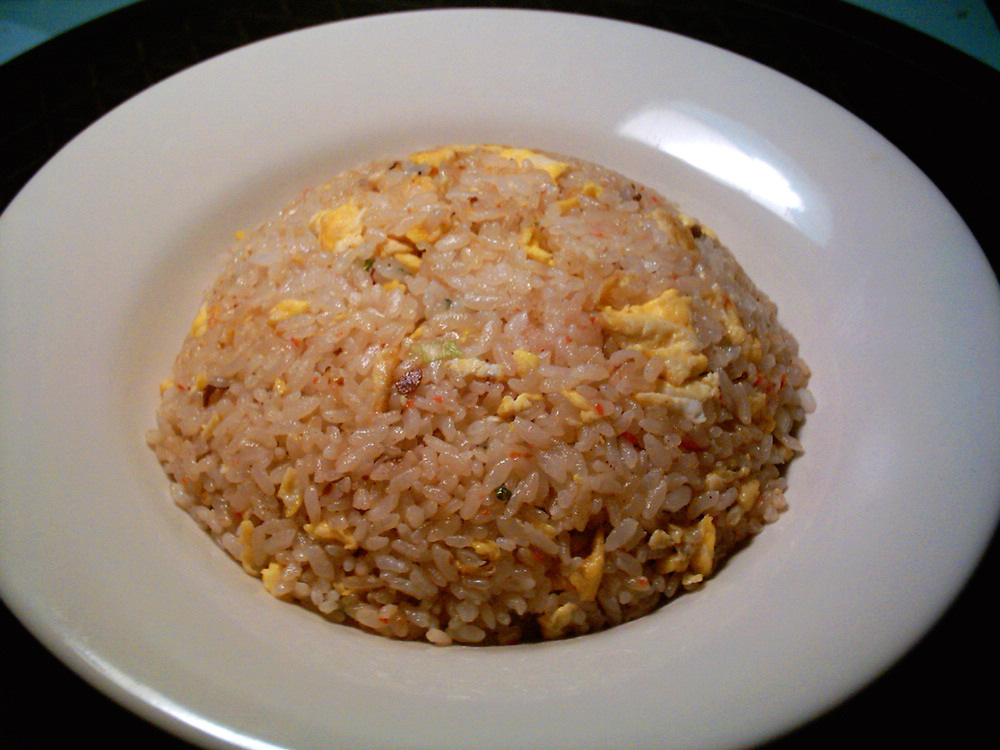
چاهان پخت شده در ژاپن

گوهان (به ژاپنی: 炒飯、チャーハン Cha-han) (به انگلیسی: Fried rice) در اصل یک نوع غذا در آشپزی چینی است اما امروزه پخت این غذا در آشپزی ژاپنی نیز بسیار معمول شده‌است. در این نوع غذا موادغذایی مختلف همراه با گوهان (برنج سفید پختهٔ ژاپنی) در روغن سرخ می‌شوند. گوهان یک نوع غذای خانگی بسیار محبوب به‌شمار می‌آید و بیشتر از گوهان سفید باقیمانده و سرد شده برای پخت آن استفاده می‌شود. چاهان به‌طور آماده و یخ زده نیز در بازار به فروش می‌رسد. مواد اصلی آن را گوهان، تخم مرغ، روغن، نمک و فلفل تشکیل می‌دهند در برخی نقاط از تخم مرغ ممکن است استفاده نشود و به‌جای نمک از سس سویا یا چاشنی‌های دیگر استفاده شود. همچنین از کالباس، میگو، خرچنگ و بکون (گوشت خوک ورقه شده) و سبزیجاتی مانند ذرت، فلفل دلمه‌ای و نخود سبز نیز زیاد استفاده می‌شود.